# Parlement d'Irlande du Nord
Ne doit pas être confondu avec Assemblée d'Irlande du Nord.
Parlement du Royaume-Uni Assemblée d'Irlande du Nord
Palais de Stormont
Le Parlement d'Irlande du Nord (en anglais : Parliament of Northern Ireland) est l'organe exerçant le pouvoir législatif en Irlande du Nord entre le 7 juin 1921 et le 30 mars 1972.

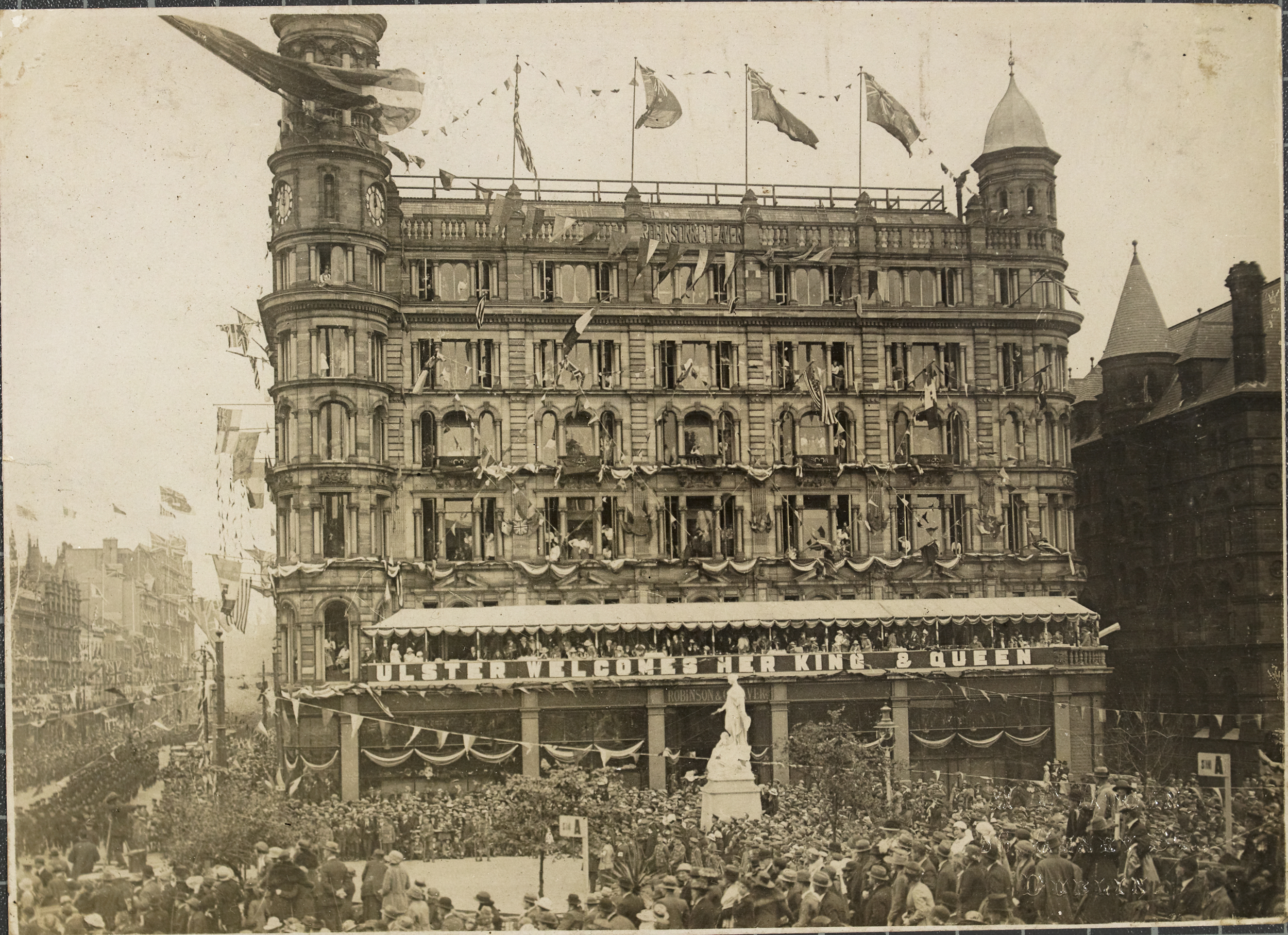
Magasin Robinson et Cleaver à Belfast, en fête pour l'ouverture officielle du premier parlement d'Irlande du Nord, le 21 juin 1921

Il est créé par le Government of Ireland Act 1920 et suspendu par le Northern Ireland Constitution Act 1973. Le Parlement est un système bicaméral composé de la Chambre des communes d'Irlande du Nord et du Sénat d'Irlande du Nord.